# Nikolaus Brömse

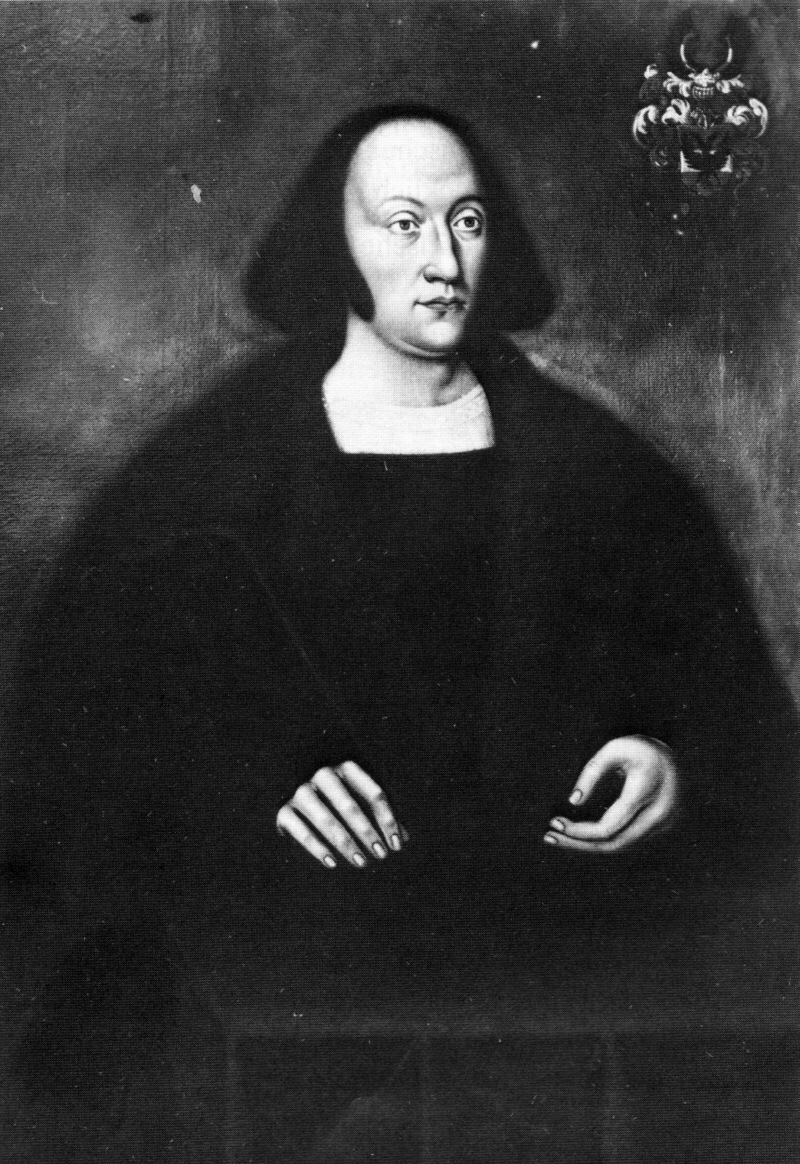
Nikolaus Brömse in der Bürgermeistergalerie im Lübecker Rathaus

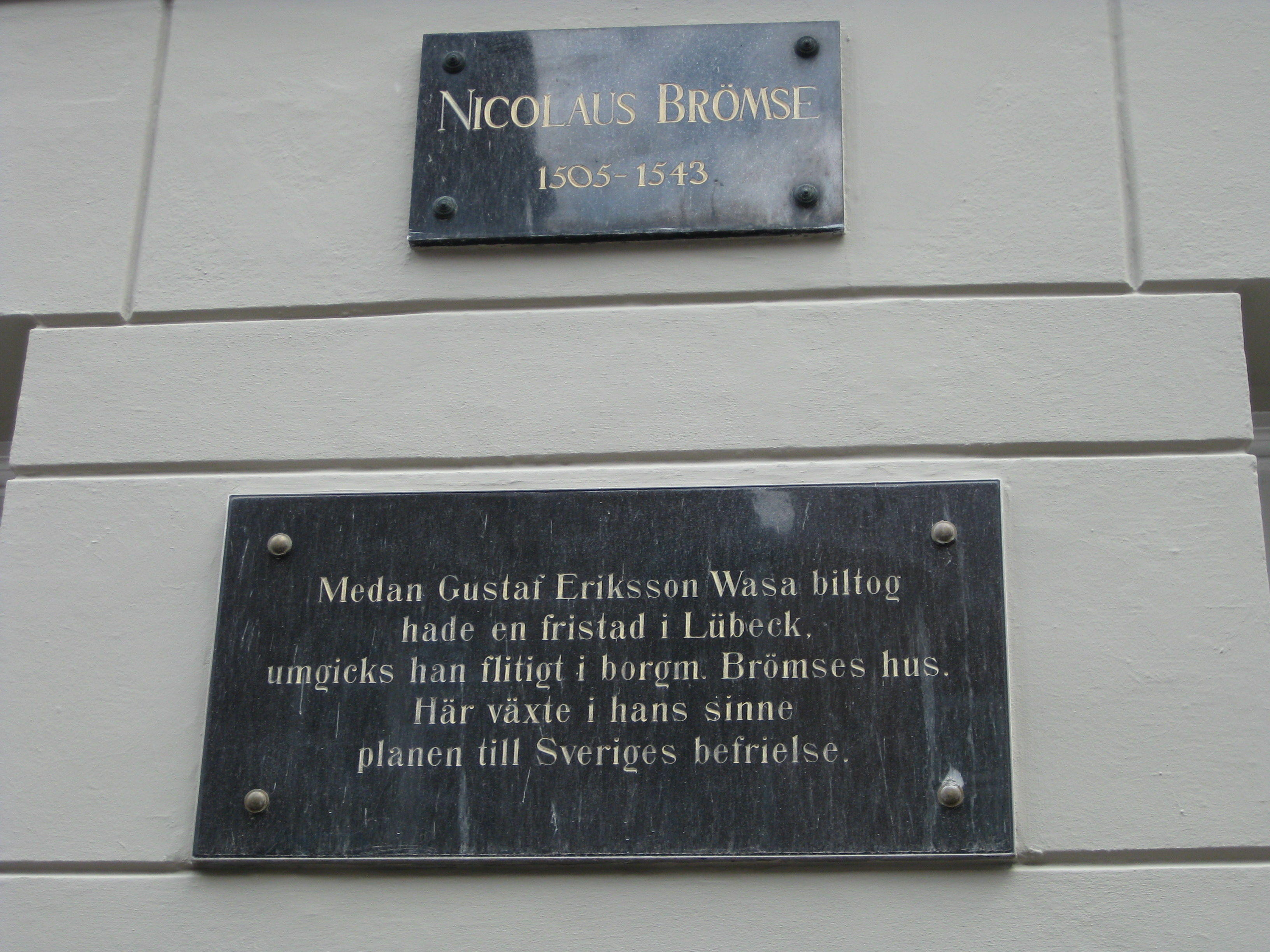
Gedenktafeln an seinem Wohnhaus Königstraße 9

Nikolaus Brömse (auch: Broemse, * um 1472 in Lübeck; † 1. November 1543 ebenda) war ein Bürgermeister der Hansestadt Lübeck und ein Feind des Bürgermeisters Jürgen Wullenwever.

## Leben
Brömse entstammte einer Lübecker Ratsfamilie. Sein Vater war der Bürgermeister Heinrich Brömse. Dieser stiftete in seinem Testament den Brömsenaltar für die Jakobikirche, auf dem er mit seiner Familie abgebildet ist. Auf der linken der 1515 fertiggestellten Tafeln ist Nikolaus Brömse hinter seinem Vater dargestellt.
Nikolaus Brömse wurde nach dem frühen Tod seines älteren Bruders, des Ratsherrn Dietrich Brömse, 1508 Mitglied der einflussreichen Zirkelgesellschaft und 1514 Ratsherr der Stadt, dann 1520 einer der vier Bürgermeister. Auf Vermittlung des Kaufmanns Harmen Israhel beherbergte er im selben Jahr Gustav Wasa, der kurz zuvor aus dänischer Gefangenschaft entkommen war. Brömse sorgte für die Unterstützung des Schweden durch den Lübecker Rat, der damit auch die zunehmende nordische Vormachtstellung der Dänen einzudämmen suchte. 1521 war Nikolaus Brömse am Hof Kaiser Karls V., um dort die Beschwerde über Störungen des hansischen Handels durch König Christian II. von Dänemark zu führen.
Nach Ausbruch der bürgerlichen Unruhen der Reformationszeit verließ er als Anhänger und führender Vertreter des katholischen, konservativen, kaisertreuen Flügels der Lübecker Politik aus Protest gegen den Eintritt in den Schmalkaldischen Bund am 8. April 1531 gemeinsam mit dem Bürgermeister Hermann Plönnies die Stadt. Zuerst begaben sie sich zu Albrecht VII. von Mecklenburg und von dort erneut an den Hof Kaiser Karls. Dieser schlug ihn im August 1531 zum Ritter und ernannte ihn gemeinsam mit seinem Bruder, dem Juristen Heinrich Brömse, zum Kaiserlichen Rat.
Seine Flucht aus Lübeck und seine Schreiben an Rat, Bürgerausschuss und Ämter, in denen der Stadt die Reichsacht angedroht wurde, sollten nicht sofort alle Neuerungen rückgängig gemacht werden, führten zu Unruhen in der Bevölkerung. Zunächst wurden die verbliebenen Ratsherren unter Arrest gestellt, dann setzte der Ausschuss der 64 „verordneten Bürger“ unter Jürgen Wullenwever durch, dass die entflohenen Bürgermeister als abgesetzt gelten sollten. Um die in einem angeblich von Heinrich dem Löwen erlassenen Mandat festgelegte Zahl von 24 Mitgliedern wieder zu erreichen, veranstaltete der Ausschuss eine Nachwahl. Mattheus Packebusch, der älteste der verbliebenen Bürgermeister, musste im August 1531 sieben von neun Losen ziehen, auf denen Namen ratsfähiger Ausschussmitglieder standen. Diese neuen Ratsherren wurden daher „Zettelherren“ genannt.
Durch die Rückschläge, die Lübeck in der Grafenfehde erlitt, und spätestens mit dem Frieden von Stockelsdorf im November 1534 wuchs die Unzufriedenheit mit der Politik des neuen Rats ebenso wie die Bereitschaft, die kaiserlichen Forderungen zu erfüllen, solange die Stadt evangelisch bliebe. Brömse machte den Rücktritt der Ausschüsse, der aus diesen in den Rat erhobenen Herren und vor allem Wullenwevers zur Bedingung seiner Rückkehr. Am 28. August 1535 zog er feierlich in Lübeck ein. Mit Joachim Gercken nahm er im Januar 1536 an den Friedensverhandlungen mit Christian III. teil. Sie führten zum Frieden von Hamburg (1536). In Sachen Wullenwever traf Brömse sich am 22. Januar 1536 mit Heinrich II. in Buxtehude. Zugegen war er auch bei der Peinlichen Befragung Wullenwevers im März 1536 in Rotenburg (Wümme).
Als Bürgermeister ließ er 1537 erstmals eine Taler-Münze prägen, die später als Brömsentaler bezeichnet wurde. 1538/39 förderte er die Reorganisation der Universität Rostock.
Brömse war ein frommer Katholik und blieb bis zu seinem Lebensende ein Feind der Reformation. 1518 stiftete er den von dem niederländischen Maler Adriaen Isenbrant gemalten Dreikönigsaltar in der Marienkirche, auf dem er selbst als einer der drei Könige abgebildet ist. Dieser Altar wurde 1942 zerstört. Seiner Schwester Adelheid Brömse gelang es als Äbtissin, die Aufhebung ihres Klosters durch den Lübecker Rat unter Berufung auf die Reichsunmittelbarkeit ihres Klosters mit seiner Hilfe zu verhindern.
Brömse war mit Margarethe, geb. Berck, verheiratet. Sie war Tochter von Heinrich Berck und Nichte von Tideman Berck. Von ihr erhielt er 1519 das Doppelhaus Königstraße 61 und 63. Er bewohnte das Haus Königstraße 9, das er von seinem Vater geerbt hatte, und kaufte 1537 das Nachbarhaus. Er und sein Sohn Heinrich (~1518–nach 1554) bauten beide Häuser aus. Seit 1550 bewohnte es seine Tochter Margarethe mit ihrem Mann Gotthard IV. von Höveln. Die Tochter Elisabeth war mit Hieronymus Lüneburg verheiratet. In seinem Testament teilte Brömse ein Vermögen von mindestens 60.000 Lübsche Mark, darunter über 23.000 Mark in bar (!) und 42 Häuser allein in Lübeck, von denen er Renten bezog, auf. Kein anderer Lübecker seiner Zeit war annähernd so reich.
Ein Gemälde-Porträt von ihm hängt im Lübecker Rathaus und im Schabbelhaus.